# Thai erdei hagyomány
A thai kammatthána erdei hagyomány (a páli kammatthána szóból ered, jelentése „meditáció” vagy „meditáció tárgya”, lásd Kammatthána), nyugaton elterjedt általános elnevezése thai erdei hagyomány (Thai Forest Tradition), a théraváda buddhizmus szerzetesi hagyományvonala, amely a korai buddhista gyakorlatokból éledt újjá. Ebben a hagyományban nikája alapú tanításokat követnek, amelyben központi fontosságú a meditációs koncentráció a helyes megfigyelés alapjaként. Ez a hagyomány abban különbözik a többitől, hogy a megvilágosodás a tudat halál nélküli dimenzióinak tudatosságát jelenti a szanszára körforgásából történő megszabadulás után, tehát nem szűnik meg teljesen a tudat. A kammatthána tanítók úgy jellemzik ezt a tiszta tudatot, mint amely mentes az öt aggregátumtól. Nagy hangsúlyt fektetnek az etikai szabályokra, és a buddhista egyházi szabályzatra (vinaja).
A hagyományt az 1900-as években indította el Ácsán Mun Bhuridatta és Ácsán Szaó Kantaszíló. Mun szembe helyezkedett azzal az általános véleménnyel, miszerint a nirvánához vezető ösvény már nem elérhető az emberek számára. A thai buddhisták véleménye szerint Ácsán Mun és Ácsán Szao a megvilágosodás magas szintjét érték el és az őket követő két generáció kammatthána gyakorlóit arhatoknak tekintik a théraváda buddhizmusban. A két mester világhírnévre tett szert illetve elérték a thai királyi család elismerését is.
A 20. század második felében gyökeret eresztett Nyugaton is a kammatthána hagyomány. A thaiföldi erdőirtások ellenére a kammatthána hagyomány továbbra is létezik a külvárosok területein. Ma már a világ minden részéről érkeznek tanulni vágyók az erdei kolostorokba.

## Története

### Bevezető
A buddhizmus maga is erdei hagyományként indult. Buddha az erdőben érte el a megvilágosodást egy fa alatt ülve. A hagyományok szerint Buddha azt mondta, hogy a dhamma tanítások csupán 500 évig fognak fennmaradni tiszta formában, azután csak úgy lehet elérni az arahant megvilágosodási szintet, hogyha a gyakorló kigyomlálja a gazokat a tanításokból és saját maga tölti ki a hiányzó részeket.
Azóta a théraváda egyházi gyakorlatok egy bizonyos ciklust követnek. Amint egy régióban lazábbá válnak az egyházi gyakorlatok, akkor annak a régiónak a felügyelő szerve fegyelmezettebb szerzeteseket delegálhatnak más régiókból, hogy feljavítsák a gyakorlás színvonalát.
A hagyomány mozgalomként indult, amelyet úgy neveztek, hogy a dhammajuttika rend (szó szerint: a dhammával megegyezően). Azért hozták létre, hogy felélesszék a hagyományos thai buddhizmust, amelybe beszivárogtak a thai népi vallás elemei és szinte felismerhetetlenné vált, hogy mit tanított a történelmi Buddha. A rend nagyobbik hányadát elsősorban az akadémikus elméletek foglalkoztatták. Mun Bhuridattát és Ácsán Szao Kantaszílót jobban érdekelték azok a gyakorlatok, amelyeket a páli kánon jelölt ki az arhatság eléréséhez vezető útként.

### Kezdetek

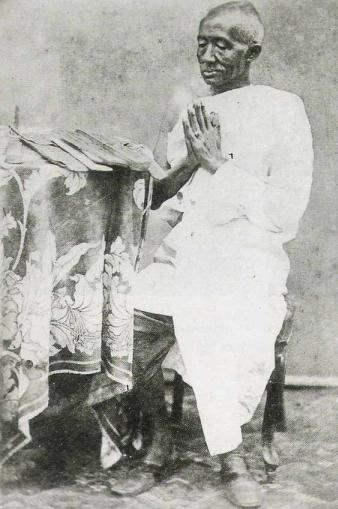
Vadzsiranyáno Bhikkhu, később IV. Ráma thaiföldi király, a Rattanakoszin királyság egykori uralkodója és a dhammajuttika rend alapítója

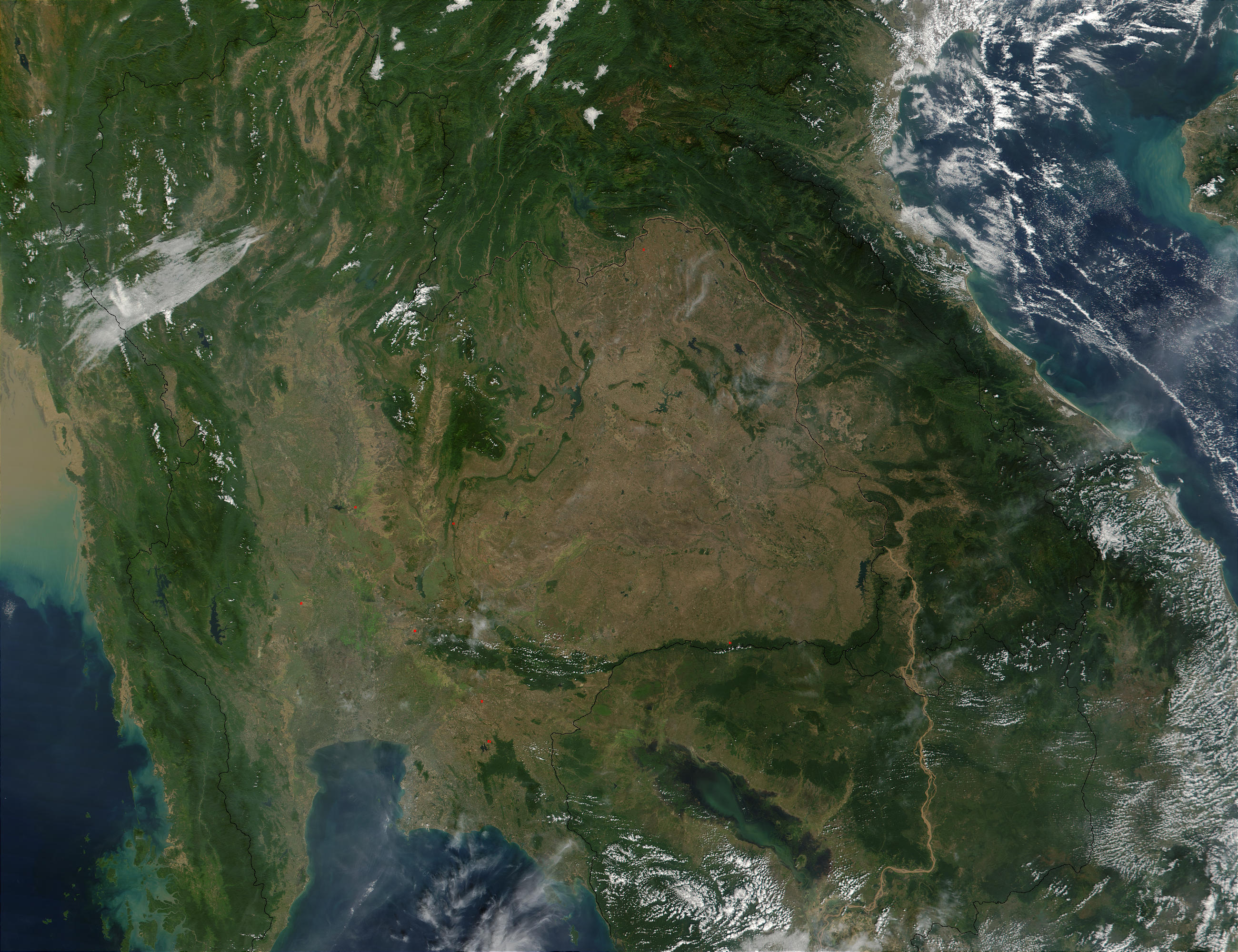
Kontraszt a képen látható Thaiföld barna földjei és a szomszédos Laosz és Kambodzsa zöld erdei között – a súlyos erdőirtás következménye.

A dhammajuttika rend vagy thammajut mozgalomként indult 1833-ban, Mongkut herceg, II. Ráma sziámi király fia, vezetésével. Egészen az 1902-es Szangha törvényig megmaradt mozgalomként, amelyet azután elfogadtak Thaiföld kisebbik théraváda felekezetének.
Mongkut herceg maga is bhikkhu (szerzetesi neve: Vadzsiranyáno) volt 27 éven (1824–1851) keresztül, mielőtt Sziám királya (1851–1868) lett. 1836-ban ő lett a Bovonnivet vihára templom első apátja. Röviddel azután, hogy 1824-ben szerzetesi felvételt nyert komoly ellentmondásokra lett figyelmes a páli kánonban foglalt előírások és a thai bhikkhuk által valójában gyakorolt szabályok között. Emiatt erőfeszítésekbe kezdett az egyházi rend megszigorítása érdekében. Mongkut továbbá igyekezett eltávolítani minden nem buddhista, népi vallási és babonára épülő elemet a szervezetükből, amely az évek során beszivárgott a thai buddhizmusba. Ennek az eredménye az is, hogy a dhammajut bhikkhuk naponta csupán egyszer vesznek magukhoz ételt (nem kétszer), amelyet a hagyományos alamizsna körút alatt gyűjtöttek be a világi emberektől.
Ácsán Mun Bhuridatta legelső szerzetes rendjét még erősen áthatotta a thai népi vallás, amellyel elégedetlen volt és áttért a dhammajuttika rendhez. Később azonban ennek a rendnek a tudományos ideálja sem tűnt megfelelőnek a számára ezért azt a rendet is elhagyta és Ácsán Szao Kantaszílóval együtt egy kis erdei kolostorban tanulmányozta a buddhista kánont és a magyarázószövegeket. A megvilágosodáshoz vezető út keresése közben elvándoroltak Laoszba, Burmába és Thaiföld középső részéhez is. Arra a következtetésre jutottak, hogy az ösvény továbbra is létezik az emberek számára, csak az nem a régi szokásokban és a szövegekben keresendő. A tanításokat kell nagyon komolyan megvizsgálni és tesztelni ahhoz, hogy közben a tudat váratlan felismeréseket tegyen, amelyek nincsenek benne a szövegekben. A felismeréseket ismét próbára kell tenni, hogy a valóságnak tényleg megfelelnek-e. Így aztán sorozatos próbálkozásokon és hibákon keresztül lehet elérni a megvilágosodás szintjeire. Miután Ácsán Mun elérte az arhat tudatszintet sok követője lett. Tanítási stílusához tartozott, hogy a tanítványait olyan helyzetnek tette ki, amely által praktikus képességekre tettek szert a spirituális ösvényen való haladáshoz. Nem egyfajta meditációs technikát tanított, hanem a meditációs gyakorlatokhoz kapcsolódó képességeket.
1926-ra feszültség alakult ki az erdei hagyomány és a dhammajuttika adminisztratív hierarchiája között, miután Szomdet Mahaviravong (Tisszo Uan) elrendelte, hogy Ácsán Szing Khantijagamo ötven szerzetessel és száz apácával együtt hagyják el az erdejüket. Az 1950-es években a feszültség lecsillapodott, amikor Tisszo Uan megbetegedett és Ácsán Szing Khantijagamo segített neki a felépülésben. A kettejük között barátság szövődött és Tisszo Uan véleménye teljesen megváltozott a kammatthána hagyománnyal kapcsolatban.

### Hidegháború és erdőirtás
Nagy volt az ellentét a thai uralmi kormányzat és az újonnan alakult kommunista párt között. Ebben az időszakban szinte az összes kammatthána vezetőt megvádolták, hogy kommunista szimpatizáns.
A 20. század második felében Thaiföld esőerdeinek a zömét kipusztították. Az erdők vidéki lakosságát olykor erőszakos módszerekkel telepítették át városokba és az otthonaikat lerombolták, hogy a helyükön eukaliptusz ültetvényeket létesítsenek. Az erdei szerzetesek a tiltakozó tömegek élén küzdöttek az erdők megmentéséért. A nem körültekintő pusztítás következtében (az ország erdeinek 82%-át irtották ki), 1988-ban a súlyos esőzéseknek köszönhetően árvíz és földcsuszamlások következtében több százan vesztették életüket és a thai buddhista erdei hagyomány végveszélybe került. Az erdei szerzetesek generációjának utolsó tagja Ácsán Cshá volt, aki 1994-ben meghalt. Ő azt mondta, úgy érzi magát, mint egy „nemez majom a kötélen”. Az idelátogató emberek szájtátva bámulják őt, és ő ugrik: „Amikor elfáradok ők dobnak nekem egy banánt”.

## A hagyomány őrzése Nyugaton
A thai erdei hagyomány a théraváda buddhizmus egyik legnagyobb egyházi rendje a Nyugaton. A thai erdei hagyomány létezik más országokban is:
- Európa
  - Egyesült Királyság (Amaravati kolostor)
  - Németország (Muttodaya erdei kolostor, Metta vihára és Anendzsa vihára)
  - Olaszország (Santacittarama kolostor)
  - Svájc (Kloster Dhammapala kolostor)
- Amerika
  - Amerikai Egyesült Államok (Abhayagiri kolostor)
  - Kanada (Birken kolostor)
- Ausztrália és Óceánia
  - Ausztrália (Bódhinyána kolostor, Dhammasara kolostor, Santi kolostor)
  - Új-Zéland (Vimutti kolostor)

## Gyakorlatok

### Meditáció
A thai erdei hagyományban kulcsfontosságú a meditáció, amelynek különböző módszereit gyakorolják. Az Ácsán Szao Kantaszilo Mahathera, Ácsán Mun Bhuridatta és a tanítványaik által használt meditációk közé tartozik a sétáló és az ülő meditáció. Az ülőmeditáción túlmenően a gyakorlónak el kell sajátítania a test és a tudat tudatosságát minden testtartásban: állva, ülés közben és fekve is. Az ülőmeditáció közben a tudatot olyan hagyományos módszerekkel csillapítják le, mint a légzés tudatossága gyakorlat (ánápánaszati). A Buddho mantra mentális hangolását a légzésre való összpontosítás fenntartására használják (a belégzés a Bud és a kilégzés a dho), illetve használják a 32 testrészen való meditációt is. A meditáló a szamádhi (koncentráció) három szintjén megy át. A khanika-szamádhiban a tudat csak egy rövid időre nyugszik meg, az upacsara-szamádhiban tovább, majd az appana-szamádhiban eléri a dhjána szintet. A megfelelő koncentrációs szint elérése után elmélkednek a létezés három jellemzőjén (állandótlanság, szenvedés és éntelenség), amely után megtörténik a belátás és a tudatlanság megszűnik. Nem tesznek különbséget a szamatha és a belátás (vipasszana) meditációk között. Együtt használják a kettőt.

### Vassza (esős évszakbeli elvonulás)
A vassza (páli: vassa-, szanszkrit: varṣa-, mindkettő jelentése "eső"; burmai: ဝါတွင်, (wàdwíɴ); khmer: វស្សា vagy ព្រះវស្សា; lao: ພັນສາ (pʰán sǎː); thai: พรรษา phansza vagy วรรษา vaca) minden évben az esős évszakban megtartott három hónapos (holdhónap) elvonulás a théraváda gyakorlók körében. A vassza általában júliustól (a burmai vaszó [ဝါဆို] hónap) októberig (a burmai thadingjut [သီတင်းကျွတ်]) tart.
Magyarul leginkább úgy nevezik három hónapos esős évszaki elvonulás.
A vassza ideje alatt a bhikkhuk (szerzetesek) és a bhikkhunik (apácák) bent tartózkodnak a kolostorok és a templomok területén. Egyes kolostorokban a szerzetesek a vassza idejét intenzív meditációval töltik. Some A világi buddhista emberek ebben az időszakban több önmegtartóztatást gyakorolnak a hétköznapokban, például nem esznek húst, nem fogyasztanak alkoholt vagy nem dohányoznak. Általában a szerzetesek számolják, hogy hány esős évszaki elvonuláson vettek részt.

### Fogadalmak és szerzetesség
Több fogadalmi szint létezik: öt fogadalom, nyolc fogadalom, tíz fogadalom és a patimokkha. Az öt fogadalmat a világi emberek gyakorolják, egy bizonyos időintervallumon belül vagy egész életükben. A nyolc fogadalmat a komolyabban gyakorló világi buddhisták követik. A tíz fogadalom a srámanéra (fiú papnövendék) és a srámanéri (lány papnövendék) fogadalmai. A patimokkha (vagy prátimoksa) az théraváda egyházi szerzetesi magaviseleti szabályzat, amelyben 227 szabály vonatkozik a szerzetesekre (bhikkhuk) és 311 az apácákra (bhikkhunik).
Olyan népszerű a rövidebb időszakokra bevonuló thaiok száma, hogy a köznyelvben úgy nevezik őket, hogy „félkész”. A hosszú időre és egész életre fogadalmat tevők nagy tiszteletben állnak. A világi és az egyházi életmód köztes állapota az anágárika, amit arra az emberre használnak, aki feladta minden világi javait és kötelezettségeit, hogy kizárólag buddhista gyakorlatokat végezzen. Ezek az emberek fehér ruhát viselnek.

### Szokások
A thai erdei hagyományban nagyra becsülik a szangha (közösség) idősebb tagjait. Ez megmutatkozik a megszólításokban is, és a nevük mellé odateszik a tiszteletbeli (thai: ajja vagy than) jelzőt. Az egyszerű szerzetesek jelzője a „bhante”. Azon szerzetesek és apácák, akik több mint tíz éve léptek be a rendbe, érdemessé válnak az ácsán, azaz „tanító”, címre. A közösségi tanítókra gyakran használják a luang por jelzőt, amely magyarul hozzávetőleg annyit tesz, hogy „tiszteletreméltó atya”.

## Tanítók
| - Ácsán Szaó Kantaszíló - Mun Bhúridatta - Ácsán Mahá Bua - Ácsán Cshá | - Ácsán Szumédhó - Ácsán Khémadhammó - Ácsán Szucsittó - Thánisszaró Bhikkhu | - Ácsán Paszannó - Ácsán Szundara - Ácsán Csandaszirí - Ácsán Amaró |